# بيدرو فيرا
بيدرو فيرا (بالإسبانية: Pedro Vera) (20 أبريل 1984 باراغواي - ) هو لاعب كرة قدم باراغواياني.